# Petopuće
Petopuće ili Pet putova sv. Tome (lat. Quinque viæ) pet je logičkih argumenata za postojanje Boga koje je sažeo katolički filozof i teolog Toma Akvinski u svojoj knjizi Summa Theologica.
Putovi su sljedeći:
1. Argument iz kretanja
2. Argument iz uzročnosti
3. Argument iz kontingencije
4. Argument iz stupnjeva savršenosti
5. Argument iz svrhovitosti (teleloški argument)

### Članci
- Marušić, Juraj Božidar. 1995. Kako obogatiti teodicejsku baštinu Tomina petopuća (Qunique viae). Crkva u svijetu. Sveučilište u Splitu - Katolički bogoslovni fakultet. Split. 30 (2): 193–203